# Stilbia philopalis
Stilbia philopalis là một loài bướm đêm trong họ Noctuidae.